# Modélisation procédurale
 (août 2017).
La modélisation procédurale est un terme générique pour un certain nombre de techniques, utilisé pour la génération de modèle. Cela peut aller des jeux vidéo (infographie, terrain de jeu, personnages impliqués dans le jeu, etc.), dans l'art génératif (ou art procédural), ou bien encore dans l'ingénierie (organisation, production de formes optimales, comme un profil d'aile, etc.).
Parmi les plus connues, on peut citer les fractales (mouvement Brownien fractionnaire) en général pour simuler la nature, les L-Systèmes, une variante des fractales s'appliquant notamment aux plantes, le diagramme de Voronoï permettant une répartition réaliste, telle des bulles à la surface d'un liquide, etc.. Plus récemment, l'apprentissage profond, et ses variantes spécialisées est une technique permettant d'apprendre les processus de création d'artistes et de les imiter.
Les algorithmes génétiques, sont à la fois utilisés pour la simulation, et la modélisation de formes optimales en ingénierie.
L'ensemble des règles peut être soit intégré dans l'algorithme, configurable par des paramètres, ou de l'ensemble des règles est séparé du moteur d'évaluation. La sortie est appelée contenu procédural, qui peut être utilisé dans les jeux vidéo, dans le cinéma, ou l'utilisateur peut modifier le contenu manuellement.
Les modèles procéduraux présentent parfois la base de données d'amplification, ce qui signifie que de grandes scènes peuvent être générées à partir d'une quantité beaucoup plus faible de règles. Si l'algorithme utilisé produit le même résultat à chaque fois, le résultat ne doit pas être stocké. Souvent, il suffit de lancer l'algorithme avec la même graine (seed) pour y parvenir.
Bien que toutes les techniques de modélisation sur un ordinateur nécessitent des algorithmes pour gérer et stocker des données à un moment, la modélisation procédurale met l'accent sur la création d'un modèle à partir d'un ensemble de règles, plutôt que de modifier le modèle via l'action de l'utilisateur. La modélisation procédurale est souvent appliquée quand la création d'un modèle 3D avec modeleurs 3D génériques est trop lourd (en temps et en coût de production), ou lorsque des outils plus spécialisés sont nécessaires. Ceci est souvent le cas pour les plantes, l'architecture ou les paysages.